# Fritigern
Fritigern (latin: Fritigernus død cirka 380) var goter af tervinger-stammen. Han søgte i spidsen for sine landsmænd asyl i Romerriget i 376, da hunnerne angreb, og da det kom til konflikt med romerne, førte han goterne til sejr i slaget ved Adrianopel i 378. Han døde omkring 380.

## Tervingerne omkring 375
Tervingerne var den gotiske stamme, der boede længst mod vest, i et område, der svarer til Rumænien. Mod syd dannede floden Donau grænsen mod Romerriget, og mod øst var Dnestr grænseflod til de øvrige gotiske stammer. I de romerske kilder optræder navnet tervinger første gang i 291. De adskilte sig blandt andet fra de andre goter ved, at deres leder ikke var høvding eller konge, men "dommer". De østlige goter blev kaldt greutunger, og de boede mellem floderne Dnestr og Don. Nord og øst for dem - mellem Don og Volga - boede alanerne, og på den anden side af Volga boede hunnerne. Historien spidsede til, da hunnerne omkring 370 angreb alanerne. Alanerne kunne ikke modstå angrebet, og de måtte underkaste sig og blive en del af den hunniske folkeflytning mod vest. Hunnerne og alanerne angreb herefter greutungerne. Geutungerne kæmpede uden held og måtte til sidst bryde op og flygte vestpå, hvor de omkring 375 søgte beskyttelse hos tervingerne vest for Dnestr. Tervingerne forsøgte at sikre grænsen mod de alanske og hunniske plyndringstogter, men uden held. Dommeren Athanarik trak sig tilbage mod vest gennem Karpaterne, men en stor befolkningsgruppe ønskede at komme under romersk beskyttelse og valgte Fritigern og Alavivus som ledere og søgte mod Donau. De to nye høvdinge ("dommere") sendte i 376 udsendinge til kejser Valens i Antiochia for at få lov til at bosætte sig syd for Donau. Tilladelsen blev givet, men på hårde vilkår, mens et tilsvarende ønske fra en gruppe greutunger blev afvist. Kejseren og det meste af felthæren var optaget af en krig mod perserne, så romerne vidste, at der ville blive udfordringer med at styre de goter, der ankom.

## Bosættelse syd for Donau
Heather anslår, at gruppen under Alavivus og Fritigern var på omkring 50.000, der rejste i mindst 2.000 vogne, trukket af husdyr. Disse goter kunne mønstre cirka 10.000 krigere og var dermed en anselig styrke. Selv om goterne både måtte lade sig omvende til kristendommen og love at stille tropper til den romerske hær, slap de for at blive spredt over et større område og fik lov til at bosætte sig samlet i Thrakien. Flytningen til Thrakien foregik i foråret 377. Goterne havde ikke haft mulighed for at høste, og der var stor mangel på mad. Omkring 15 km fra det aftalte bestemmelsessted i Marcianopel (det nuværende Devnya i Bulgarien), arrangerede romerne en middag for de to gotiske ledere, men det var en fælde, og romerne forsøgte at tage de to til fange. Alavivis blev enten fanget eller dræbt, mens det lykkedes Fritigern at undslippe. Goterne begyndte straks at plyndre i området, og den romerske vagtstyrke blev næsten udslettet, da den forsøgte at gribe ind. Den romerske hærfører Lupicinus havde ansvaret for både at holde greutungerne på den anden side af Donau, og holde styr på tervingernes bosættelse. Begge dele mislykkedes, og det meste af hans hær gik tabt i den første kamp mod tervingerne. Fra foråret 377 blev Balkan skueplads for åben krig mellem romere og goter

## Goterkrigen
Greutungerne gik over Donau, da Lupicinus samlede sine tropper mod tervingerne, og da han var slået og måtte trække sig tilbage, sluttede tervingerne og greutungerne sig sammen.
Deres første behov var mad, og de indledte en omfattende plyndring. De romerske tropper var fordelt i en række befæstede byer og forter, og dem kunne goterne ikke true. Med i det åbne land lå landsbyer og rige romerske villaer, som nu blev frit bytte for goterne. Kejser Valens havde, allerede da aftalen med tervingerne blev lavet, sendt bud til sin nevø, kejser Gratian i Rom, for at få forstærkninger til Balkan. Da krigen brød ud i 377, sendte Valens sin general Victor til det persiske hof for at få sluttet fred hurtigst muligt, og en mindre styrke fra Armenien blev sendt til Balkan for at dæmme op for goterne. Da den nåede frem i sommeren 377, var den i stand til at presse goterne nord for Balkanbjergene, så de blev holdt i skak på sletten mellem bjergkæden og Donau. Om sommeren nåede de første forstærkninger fra Gratian frem, og romerne kunne gennemføre et overraskelsesangreb på den gotiske vognborg. Goterne svarede imidlertid godt igen, og kampen endte med, at romerne trak sig tilbage til bjergpassene med en plan om at holde dem bevogtet vinteren over - mens goterne sultede.
Fritigern sørgede for, at den romerske plan gik i vasken. Han forstod også værdien af forstærkninger, så der blev hyret alanske og hunniske lejetropper, og takket være dem kunne goterne gå i offensiven i efteråret 377. Romerne måtte opgive at forsvare bjergpassene, og mens de trak sig ind bag byernes beskyttende mure, blev den thrakiske slette på ny scene for voldsomme plyndringer og andre ugerninger. I foråret 378 brød store dele af den romerske felthær op fra sine baser i Mesopotamien og Kaukasus og satte kurs mod Konstantinopel. I maj 378 var kejser Valens tilbage i byen, og han gjorde klar til sin nye krigsplan mod goterne. Der var sluttet fred med perserne, som havde fået indrømmelser i Kaukasus, så romerne havde ryggen fri mod øst. Kejser Gratian havde lovet selv at komme til Balkan i spidsen for den vestlige felthær, så alt var lagt op til, at goterne skulle knuses. Også denne plan gik i vasken. Den alemanniske stamme lentienserne, der boede nord for Bodensøen, forcerede i februar 378 den tilfrosne Rhin nær Bodensøen, og begyndte at plyndre i Romerriget. Gratian frygtede, at med mindre de hurtigt blev nedkæmpet, kunne deres eksempel smitte blandt de øvrige alemanner, så han hjemkaldte de tropper, der allerede var på vej mod øst, og indledte et felttog ind i lentiensernes hjemland. Det sluttede først, da de var totalt overvundet, men på den måde gik der flere måneder, før felthæren kunne genoptage den lovede march mod Balkan.

### Slaget ved Adrianopel
I juni var kejser Valens hær samlet i Melanthias, 50 km vest for Konstantinopel. Gratians tropper lod vente på sig, men kejseren i vest havde dog sendt et brev, hvori han fortalte om sin strålende sejr over lentienserne, og fastholdt løftet om at komme til Balkan. Goterne fortsatte deres plyndringer, men Valens havde held til at omringe og nedkæmpe et at Fritigerns plyndringshold i nærheden af Adrianopel, og det fik følger. Fritigern kaldte alle sine styrker sammen, og hele det gotiske folk med deres mange vogne satte sig i bevægelse mod Adrianopel. Valens efterretninger gik ud på, at der var omkring 10.000 gotiske krigere, svarende til den oprindelige tervingiske styrke, men i virkeligheden talte Fritigerns styrke nu også greutunger og de lejede hjælpetropper, og var dermed på omkring 20.000 mand. Heather anslår Valens hær til 15.000 mand, og kejseren var besluttet på at tage et slag mod det, han troede var en underlegen gotisk styrke. Efter at have marcheret mod nord fra Adrianopel det meste af dagen, tørnede Valens tropper sammen med goterne den 9. august 378. Resultatet blev et sønderlemmende nederlag til den romerske hær. Omkring 10.000 romerske soldater blev dræbt, og herefter lå hele Balkan åben for goterne. Kejser Valens var blandt de faldne, og romeren Ammianus betegnede slaget som den værste katastrofe for den romerske hær siden Cannae. De store byer var fortsat sikre, men der var masser af småbyer og fritliggende villaer til de plyndrende gotere.

### Del og hersk
Selv om landet nærmest lå åbent for goterne, var det alligevel en voldsom udfordring at brødføde hele folket, der med diverse medløbere kan have omfattet op mod 200.000 mennesker. Det kan være grunden til, at de delte sig. Greutungerne under Alatheus og Saphrax drog mod nordvest til Pannonien (det nuværende Ungarn), mens tervingerne og Fritigern søgte mod syd, til Thessalien (i Grækenland). Greutungerne stødte ind i romerske tropper (formentlig fra den vestlige hær), og måtte trække sig tilbage, og i 381 blev også tervingerne skubbet tilbage til Thrakien. Der blev sluttet fred i 382. Hverken Fritigern, Alatheus eller Saphrax deltog i fredsslutningen. De kan være døde i mellemtiden, men det kan også have været en del af den romerske pris for fredsslutningen, at goterne udpegede nye ledere. Det var god romersk politik, at de folkeslag, man lavede aftaler med, sjældent fik anerkendt en enkelt leder, men derimod flere konkurrerende, som romerne så kunne spille ud mod hinanden. Goterne fik guld til deres ledere og jord til krigerne, fordelt nord og syd for Balkanbjergene. Det var ikke nogen triumferende fred for kejserriget, og betegnende nok blev den fejret i Rom i 383 ved, at man lod sarmatiske og ikke gotiske fanger nedslagte i Colosseum. Som nævnt ved man ikke, hvordan og hvornår Fritigern kom af dage, men ved fredsslutningen i 382 var hans rolle under alle omstændigheder udspillet.

## Eftermæle
Den romerske officer Ammianus Marcellinus nævner Fritigern flere gange i bind 31 i sit værk Res Gestae. Han var tydeligvis imponeret over den snarrådighed Fritigern udviste, da han undgik romersk fangenskab med truslen om, at de øvrige goter ellers ville angribe romerne i Marcianopel.. Hos Jordanes er historien blevet til, at Fritigern modigt kæmpede sig vej ud af gildesalen og sluttede sig til sine folk.
Da den tyske nationalromantik blomstrede op i det 19. århundrede, var Fritigern ("Friediger") en af de tidlige germanere, der blev hædret i det pompøse Walhalla, som Ludwig 1. af Bayern lod opføre ved Regensburg. Her har han mindeplakette nummer 7 af 64.